# Estádio Almondvale
O Estádio Almondvale, também conhecido como Tony Macaroni Arena por razões de patrocínio, mas comumente referido como 'The Spaghettihad' (em alusão ao Etihad Stadium), é um estádio de futebol situado na região de Almondvale em Livingston, West Lothian, Escócia. Desde 1995, tem sido a sede do Livingston, clube da Premiership escocesa, e possui uma capacidade para 9.713 espectadores.

## História
O estádio foi construído em 1995 como uma parceria entre o clube de futebol Meadowbank Thistle FC, sediado em Edimburgo, e a Livingston Development Corporation (LDC). Como parte do acordo, o Meadowbank Thistle mudou-se para a cidade e alterou seu nome para Livingston. Após a dissolução da LDC, a propriedade do estádio foi transferida para o Conselho de West Lothian. Anualmente, o Livingston aluga o estádio do Conselho de West Lothian. Inicialmente, o Livingston ascendeu rapidamente nas divisões do futebol escocês, resultando na expansão do estádio para atender aos padrões da Premier League Escocesa (SPL) a tempo da promoção do clube à primeira divisão em 2001. O recorde de público para uma partida do Livingston em Almondvale é de 10.112, estabelecido durante a primeira temporada na SPL, em um jogo contra o Rangers em 27 de outubro de 2001.

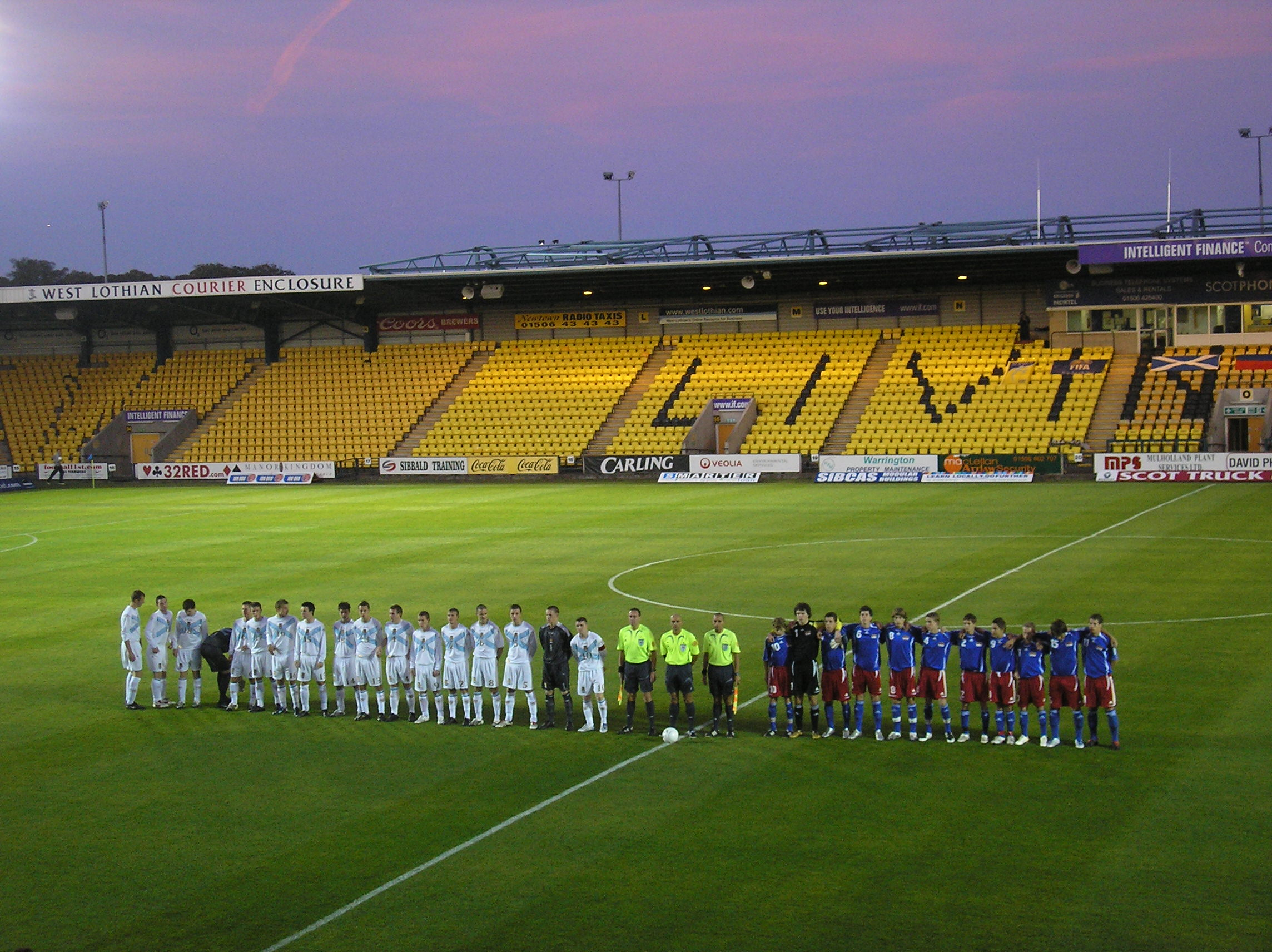
Almondvale fotografado em 2007 durante um amistoso internacional

O estádio passou por várias mudanças de nome devido a acordos de patrocínio. No entanto, os adeptos do clube continuam a referir-se ao estádio como Almondvale ou 'Vale'. Anteriormente, recebeu oficialmente o nome de City Stadium no início dos anos 2000 devido a um acordo de patrocínio com o grupo City. Antes disso, era conhecido como West Lothian Courier Stadium. No entanto, após a aquisição do clube pelo Lionheart Consortium em 2005, o estádio retornou ao seu nome original, Almondvale Stadium. Em maio de 2010, foi renomeado para 'Braidwood Motor Company Stadium' em um acordo de direitos de nomeação de três anos. Em junho de 2013, foi novamente renomeado por razões de patrocínio para 'Energy Assets Arena'. Em setembro de 2015, recebeu o atual nome de 'Tony Macaroni Arena' devido a um novo acordo de patrocínio.
Em 7 de abril de 2011, surgiram rumores de que o estádio poderia ser vendido a uma cadeia de supermercados, possibilitando, assim, o financiamento para a construção de um novo estádio, ligeiramente menor, localizado a um quilômetro de distância. No entanto, nenhum desenvolvimento concreto ocorreu a partir desses rumores.

## Estrutura e instalações
Almondvale é um estádio com capacidade para 9.713 espectadores. Possui quatro arquibancadas de altura aproximadamente igual, com dois cantos do campo providos de assentos cobertos. Um dos cantos da arquibancada oeste é aberto, enquanto o outro canto do campo abriga um estádio de cinco andares, usado principalmente para conferências e escritórios. Todas as arquibancadas estão no mesmo nível de altura, e o estádio é equipado com quatro grandes holofotes, um em cada canto do campo. O estádio é coberto e protegido das condições meteorológicas por uma cobertura e para-brisas nas laterais das arquibancadas. Almondvale também possui um campo com grama vermelha e um sistema de aquecimento subterrâneo totalmente operacional.

## Futebol feminino
Em agosto de 1997, Almondvale foi o palco da partida internacional feminina entre Escócia futemax e Inglaterra. Em 2001, Almondvale foi designado como centro pela Associação Escocesa de Futebol para o futebol feminino. O estádio foi anfitrião da final da Copa Feminina da Escócia e dos jogos da seleção nacional feminina de 2001 a 2004.
O estádio tornou-se a sede do Hibernian WFC na temporada 2021-22.

## Outros usos
Em 2008, o Gretna disputou uma partida no estádio, resultando em uma derrota por 3 a 0 contra o Celtic, devido a problemas no campo de sua casa temporária (Fir Park).
Em 2013, o Albion Rovers disputou a fase eliminatória da copa contra o Rangers em Almondvale, diante de uma multidão de 5.345 espectadores.
Ao longo dos anos, o estádio também foi escolhido como sede de partidas das seleções sub-21, sub-19 e sub-17 da Escócia.
O estádio foi o palco das finais da Challenge Cup de 2012 e 2013. Em 27 de maio de 2012, sediou a final da Scottish Junior Cup de 2012.
As reservas do Hibernian também fizeram uso do estádio.

## Localização e transporte

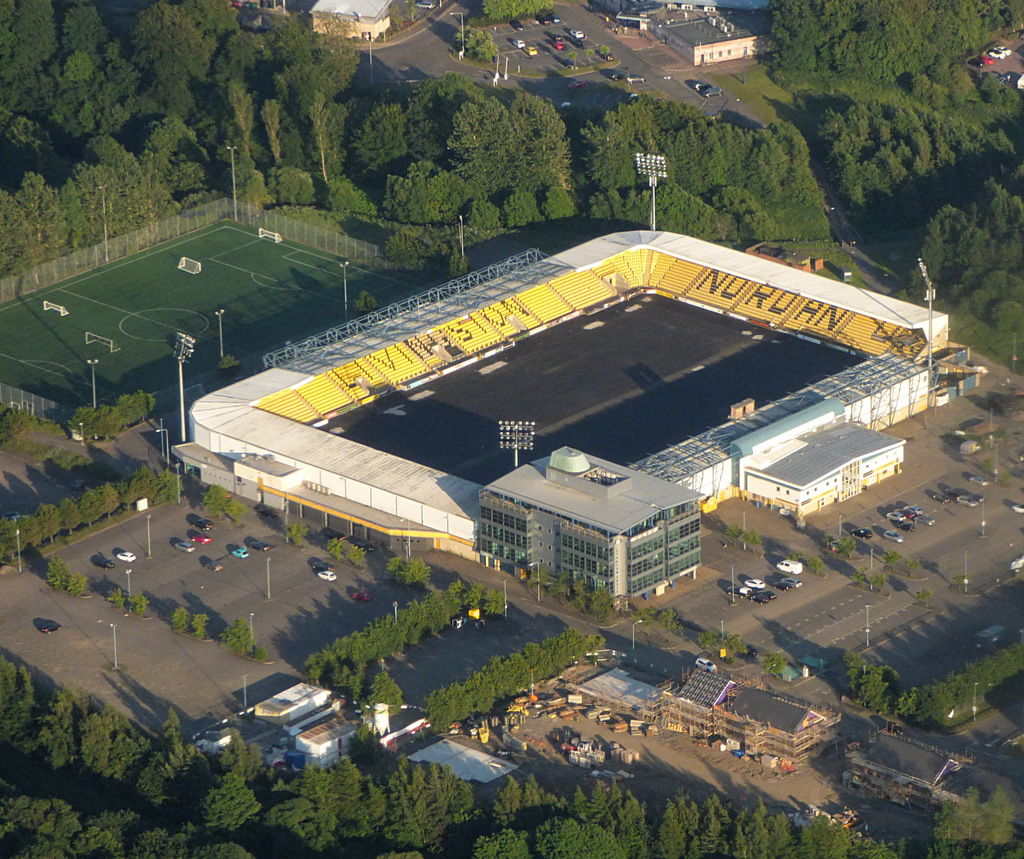
Vista aérea do estádio em junho de 2018

A cidade de Livingston está situada no cinturão central da Escócia, aproximadamente 18 milhas a oeste de Edimburgo e 33 milhas a leste de Glasgow, sendo facilmente acessível a partir da autoestrada M8. O estádio está localizado no centro da cidade, no bairro de Almondvale, próximo ao shopping e situado às margens do rio Almond. O terreno está razoavelmente bem sinalizado ao redor da cidade para maior comodidade do tráfego rodoviário. As vagas de estacionamento são abundantes nas proximidades do estádio, seja próximo ao shopping ou no próprio estádio.
Existem duas estações ferroviárias acessíveis na área; Livingston Norte e Livingston Sul. A estação Norte é atendida por trens de Edimburgo e Glasgow, localizando-se a aproximadamente 30 minutos a pé do estádio. A estação Sul também recebe trens de Edimburgo e Glasgow, ficando a cerca de 40 minutos a pé do estádio. Além das estações ferroviárias, o terminal central de ônibus de Livingston está localizado na Avenida Almondvale, a 5 minutos a pé do estádio.